# Rhytidothorax pectinatum
Rhytidothorax pectinatum är en stekelart som beskrevs av Singh och Agarwal 1993. Rhytidothorax pectinatum ingår i släktet Rhytidothorax och familjen sköldlussteklar. Inga underarter finns listade i Catalogue of Life.